# 字度量
群論中，字度量是在群上的一種度量，就是一個方法去量度群中兩個元素之間的距離。給出群{\displaystyle G}的生成集{\displaystyle S}，每個元素都可以用{\displaystyle S}寫成很多個不同的字。例如設{\displaystyle G}是所有整數組成的群{\displaystyle (\mathbb {Z} ,+)}，取{\displaystyle S=\{\pm 1\}}，3就可以寫成1+1+1，或者-1+1+1-1+1+1+1等字。每個字用了多少個{\displaystyle S}的元素，這就是字的長度，例如1+1+1的長度是3，-1+1+1-1+1+1+1的長度是7。可以用英文字來比喻：英文字的生成集是英文字母，字的長度就是字母的數目，如colour的長度是6，color的長度是5。
兩個元素{\displaystyle g,h\in G}的字度量{\displaystyle d_{S}(g,h)}定義為{\displaystyle g^{-1}h}以{\displaystyle S}表示成的最短的字的長度。
兩個元素的字度量，等於凱萊圖{\displaystyle \Gamma (G,S)}中這兩個元素的距離。

## 例子
考慮整數群{\displaystyle (\mathbb {Z} ,+)}。若取生成集合{\displaystyle S=\{\pm 1\}}，那麼兩個整數{\displaystyle m,n}之間的字度量是{\displaystyle d_{S}(m,n)=\left|-m+n\right|}。
若取另一個生成集合{\displaystyle S'=\{\pm 2,\pm 3\}}，則{\displaystyle m}和{\displaystyle m+1}之間的字度量{\displaystyle d_{S'}(m,m+1)=2}，因為{\displaystyle -m+(m+1)}用{\displaystyle S'}所能表示成的最短的字（3-2或-2+3）的長度為2。

## 性質
從字度量的定義可以看出，群於自身的左乘作用{\displaystyle k\cdot g\mapsto kg}下，字度量不變：
{\displaystyle d_{S}(g,h)=d_{S}(kg,kh)}
（因為{\displaystyle (kg)^{-1}(kh)=g^{-1}h}。）
一個群{\displaystyle G}給出不同的生成集合，對應的字度量可以不同。不過，如果{\displaystyle G}是有限生成的，則兩個有限的生成集合{\displaystyle S_{1},S_{2}}所給出的字度量是雙利普希茨的，即存在常數{\displaystyle C>1}使得對任何{\displaystyle g,h\in G}都有
{\displaystyle {\frac {1}{C}}d_{S_{1}}(g,h)\leq d_{S_{2}}(g,h)\leq Cd_{S_{1}}(g,h)}
證明如下：{\displaystyle S_{1}}中的各元素用{\displaystyle S_{2}}表示成的字，其中最長的長度設為{\displaystyle C_{1}}。那麼每個用{\displaystyle S_{1}}表示成的字，都可用{\displaystyle S_{2}}改寫成不超過{\displaystyle C_{1}}倍的長度的字。故此
{\displaystyle d_{S_{2}}(g,h)\leq C_{1}d_{S_{1}}(g,h)}
同樣地，有
{\displaystyle d_{S_{1}}(g,h)\leq C_{2}d_{S_{2}}(g,h)}
取{\displaystyle C}為{\displaystyle C_{1}}和{\displaystyle C_{2}}的較大者，得出不等式。